# Powiat Oppeln
Powiat Oppeln (niem. Landkreis Oppeln) – dawna pruska, a później niemiecka jednostka terytorialna średniego szczebla (odpowiednik powiatu ziemskiego) z siedzibą w Opolu. Powstała w 1743 roku i wchodziła w skład rejencji opolskiej (od 1919 roku podniesionej do rangi prowincji Górny Śląsk), istniała do końca II wojny światowej.

## Struktura
1 stycznia 1945 roku w skład powiatu wchodziły:
- miasto Krapkowice (Krappitz)
- 120 gmin
- trzy obszary dworskie - lasy; dwa Opole (Oppeln) i jeden Prószków (Proskau).

Współczesny powiat opolski nie pokrywa się z granicami przedwojennego.

## Demografia
W 1837 roku powiat zamieszkiwało 64.000 osób, lecz uwzględniono w tym również miasto Opole.
W 1910 roku powiat zamieszkiwało 117.906 osób, w tym 106.728 katolików i 10.777 ewangelików.
W 1939 roku na terenie powiatu mieszkały 144.644 osoby, w tym 132.293 katolików, 11.767 ewangelików, 135 innych chrześcijan, 37 żydów.

## Wybory i plebiscyty
W czasie plebiscytu górnośląskiego 69.5% mieszkańców powiatu głosowało za pozostaniem w Niemczech, natomiast 30.5% za przyłączeniem do Polski. Większość miejscowości głosujących za Polską znajdowało się na wschód od Odry, a największą były Łubniany (Lugnian). Miejscowości na zachód od rzeki w przeważającej większości głosowały za Niemcami, podobnie jak północna część powiatu.
W 1922 roku w czasie plebiscytu decydującego o utworzeniu osobnego landu górnośląskiego w ramach Prus z biorących w nim udział 84.1% opowiedziało się przeciwko tej propozycji, a 15.9% za.
W czasie ostatnich demokratycznych wyborów Republiki Weimarskiej w 1933 roku na NSDAP oddano 27.750 głosów, druga była partia Zentrum - 23.894, a trzecia Komunistyczna Partia Niemiec - 7.030. Jeszcze tylko SPD otrzymało 5.797 głosów, natomiast pozostałe zgłoszone partie wybrało kilkaset-kilkudziesięciu wyborców lub nikt nie oddał na nie głosu.

## Landraci
1818–1819: Graf von Schwerin (komisarycznie)
1819–1821: Paul Graf von Haugwitz
1821–1837: August Marschall von Bieberstein
1837–1844: Graf Paul von Haugwitz
1844–1866: Julius Hoffmann († 1866)
1866–1867: Graf von Bünau (w zastępstwie)
1867–1873: Karl von Dalwigk
1873–1877: Kurt Graf von Haugwitz-Hardenberg-Reventlow (1816–1888)
1877–1898: Heinrich Albert Gerlach
1898–1922: Carl Lücke († 1934)
1922–1933: Michael Graf von Matuschka (1888–1944)
1933–1937: Johannes Slawik (* 1892-po 1945)
1937–1938: Bernhard von Derschau (w zastępstwie)
1938–1945: Friedrich Constans Seifarth

## Wykaz miast, gmin i obszarów dworskich powiatu
Stan i nazewnictwo na dzień 1 stycznia 1945 roku:
| 1. Krappitz (miasto) 2. Alt Baudendorf 3. Althaus 4. Alt Poppelau 5. Bergdorf 6. Birkental O.S. 7. Blumenthal 8. Bolko 9. Brünne 10. Buchendorf O.S. 11. Burkardsdorf 12. Carlsruhe O.S. 13. Dammfelde 14. Dechantsdorf 15. Derschau 16. Döbern (Oberschles.) 17. Ehrenfeld 18. Eichberge 19. Eichendorf (Oberschles.) 20. Eichgrund O.S. 21. Eichhammer 22. Eichtal 23. Eisenau 24. Ellguth-Turawa 25. Erlental O.S. 26. Falkendorf 27. Fallmersdorf 28. Fichten O.S. 29. Finkenstein 30. Frauendorf 31. Frei Proskau 32. Friedrichsfelde 33. Friedrichsgrätz 34. Friedrichsthal 35. Frühauf 36. Georgenwerk 37. Glockenau 38. Goldenau O.S. 39. Gräfenort 40. Grasen 41. Groschowitz 42. Groß Kochen | 43. Groß Schimmendorf 44. Gruden 45. Gumpertsdorf 46. Heidefelde 47. Heinrichsfelde 48. Hermannsthal O.S. 49. Hinterwasser 50. Hirschfelde 51. Hitlersee 52. Hochfelde O.S. 53. Hopfental 54. Horst 55. Ilnau 56. Johannsdorf O.S. 57. Kleinberg 58. Klein Kochen 59. Klein Schimmendorf 60. Klink 61. Klosterbrück 62. Kniedorf 63. Koben 64. Königshuld 65. Kranst 66. Kreuzthal 67. Kreuzwalde O.S. 68. Kupferberg 69. Kupp 70. Lenzen 71. Lichtenwalde O.S. 72. Liebenau 73. Liebtal O.S. 74. Lugendorf 75. Malapane 76. Malsdorf 77. Moosdorf 78. Mühlenbach O.S. 79. Münchhausen 80. Nakel 81. Neu Baudendorf 82. Neudorf 83. Neuhammer | 84. Neuwedel 85. Oderfelde 86. Oderfest 87. Oderwiese 88. Oderwinkel 89. Plümkenau 90. Podewils 91. Preisdorf 92. Proskau 93. Raschau 94. Reichenwald 95. Reisern 96. Ringwalde 97. Rogau 98. Rothhaus 99. Rutenau 100. Sacken 101. Salzbrunn 102. Schalkendorf 103. Schlacken 104. Schönhorst 105. Schönkirch O.S. 106. Schulenburg 107. Seidlitz 108. Stobertal 109. Süßenrode 110. Tarnau 111. Tauentzien O.S. 112. Tempelhof 113. Thielsdorf 114. Tiefenburg 115. Turawa 116. Vogtsdorf 117. Vorwerk O.S. 118. Walldorf 119. Winau 120. Winterfeld O.S. 121. Zedlitz 122. Oppeln Nord, Forst (obszar dworski) 123. Oppeln Ost, Forst (obszar dworski) 124. Proskau, Forst (obszar dworski) |

## Sąsiednie powiaty
- powiat Falkenberg O.S.
- powiat Brieg
- powiat Namslau
- powiat Kreuzburg
- powiat Rosenberg O.S.
- powiat Lublinitz
- powiat Groß Strehlitz
- powiat Neustadt O.S.